# 川田まみ
川田 まみ（かわだ まみ、1980年2月13日 - ）は、日本の女性作詞家、元歌手。
北海道札幌市出身。2001年から2016年まで音楽制作集団「I've」のボーカリストとして活躍し、歌手時代の所属レコード会社はNBCユニバーサル・エンターテイメントジャパン。身長159cm。血液型はO型。愛称は“まみまみ”。イメージカラーは青。

## 来歴
札幌のミュージックトレーニングセンター春生楽（HAURA）というボーカルスクールの生徒だった時に、講師の島みやえい子（川田以外にKOTOKOや詩月カオリも同じボーカルスクールに所属しており、島みやの教え子であった）に推薦されて「I've」のオーディションを受けて合格し、I'veに所属することとなった。
2001年11月22日発表の楽曲「風と君を抱いて」でI'veボーカルデビュー。2005年2月23日発売のテレビアニメ『スターシップ・オペレーターズ』のオープニングテーマ「radiance」で、ジェネオンエンタテインメントよりメジャーデビューを果たす。また、この曲から作詞も始める。2005年10月15日、日本武道館にて行われたI'veのファーストライブ「I've in BUDOKAN 2005 〜Open the Birth Gate〜」にI'veボーカリストとして出演。
5枚目のシングル「JOINT」でオリコンウィークリーチャート9位を記録し、自身初のオリコンTOP10入りを果たす。9枚目のシングル「No buts!」では、オリコンウィークリーチャートで過去最高となる6位を記録した。2008年1月、台湾でのライブが決定。同年4月から公開された映画「お姉チャンバラ」の主題歌を担当。楽曲は2008年3月26日に発売されたアルバム『SAVIA』に収録されている「翡翠 -HISUI-」が採用された。5月1日より川田まみのオフィシャルファンクラブ「mall」を開設。これでI've所属アーティストのオフィシャルファンクラブはKOTOKOに続いて2人目。その5ヶ月後の10月12日には、オフィシャルホームページを開設。
2016年1月24日のリスアニ！LIVE 2016にて、年内での歌手活動引退と5月21日のファイナルライブ開催を発表した。その後、公式HPにてファイナルライブ「MAMI KAWADA FINAL F∀N FESTIVAL "F"」の開催を発表した。また、同年11月22日に最後のベスト・アルバムである『MAMI KAWADA BEST "F"』をリリースした。
2018年2月3日、さいたまスーパーアリーナにて行われた「NBCUniversal ANIME×MUSIC FESTIVAL」にて引退後1日限りの復活を果たし、自身の楽曲を披露した。それと同時に元I'veの中沢伴行との結婚と第一子を出産していた事を発表した。
2025年3月、やすらひラジオドラマ『白いトーチカ』にナレーションを担当。

## 活動内容
I'veのメインボーカルとして数々の楽曲を担当していた。歌声は「まみぶらーと」と呼ばれる独特のビブラートが特徴。
歌手引退後は主に作詞家として活動し、一部楽曲においては作曲の提供も行っている。

## 人物
愛称はまみまみである。
普段は札幌市に在住しており、コンサート、イベントなどの仕事の場合は、札幌市から出向いている。

## ディスコグラフィ

### シングル
|            | 発売日         | タイトル         | 規格品番   | 規格品番   | 最高位 |
| 初回限定盤 | 発売日         | タイトル         | 通常盤     |            | 最高位 |
| ---------- | -------------- | ---------------- | ---------- | ---------- | ------ |
| 1          | 2005年2月23日  | radiance         | GNCA-0014  | GNCA-0015  | 19位   |
| 2          | 2005年11月9日  | 緋色の空         | GNCA-0019  | GNCA-0020  | 11位   |
| ※          | 2006年3月1日   | undelete         | GNCA-0026  | GNCA-0026  | 21位   |
| 3          | 2007年5月9日   | 赤い涙／Beehive  | GNCA-0053  | GNCA-0054  | 21位   |
| 4          | 2007年8月8日   | Get my way!      | GNCA-0069  | GNCA-0070  | 27位   |
| 5          | 2007年10月31日 | JOINT            | GNCA-0085  | GNCA-0086  | 9位    |
| 6          | 2008年10月29日 | PSI-missing      | GNCV-0009  | GNCV-0010  | 14位   |
| 7          | 2009年2月4日   | masterpiece      | GNCV-0013  | GNCV-0014  | 12位   |
| ※          | 2009年6月24日  | L'Oiseau bleu    | GNCV-0017  | GNCV-0017  | 113位  |
| 8          | 2009年11月18日 | Prophecy         | GNCV-0007  | GNCV-0008  | 34位   |
| 9          | 2010年11月3日  | No buts!         | GNCV-0027  | GNCV-0028  | 6位    |
| 10         | 2011年2月16日  | See visionS      | GNCV-0029  | GNCV-0030  | 14位   |
| 11         | 2012年2月1日   | Serment          | 1000265977 | 1000265978 | 16位   |
| 12         | 2012年5月30日  | Borderland       | GNCV-0031  | GNCV-0032  | 12位   |
| 13         | 2013年2月20日  | FIXED STAR       | GNCV-0033  | GNCV-0033  | 26位   |
| 14         | 2014年2月26日  | Break a spell    | GNCV-0034  | GNCV-0035  | 63位   |
| 15         | 2015年8月5日   | Gardens          | GNCV-0036  | GNCV-0036  | 70位   |
| 16         | 2016年1月27日  | Contrail〜軌跡〜 | GNCV-0037  | GNCV-0038  | 39位   |

※はシングルとしてカウントされていないもの

### アルバム

#### オリジナル・アルバム
|            | 発売日        | タイトル          | 規格品番  | 規格品番  | 最高位 |
| 初回限定盤 | 発売日        | タイトル          | 通常盤    |           | 最高位 |
| ---------- | ------------- | ----------------- | --------- | --------- | ------ |
| 1          | 2006年3月29日 | SEED              | GNCA-1080 | GNCA-1081 | 12位   |
| 2          | 2008年3月26日 | SAVIA             | GNCV-1001 | GNCV-1002 | 15位   |
| 3          | 2010年3月24日 | LINKAGE           | GNCV-1017 | GNCV-1018 | 26位   |
| 4          | 2012年8月8日  | SQUARE THE CIRCLE | GNCV-1030 | GNCV-1031 | 22位   |
| 5          | 2015年9月16日 | PARABLEPSIA       | GNCV-1038 | GNCV-1039 | 43位   |

#### ベスト・アルバム
|            | 発売日         | タイトル               | 規格品番  | 規格品番  | 最高位 |
| 初回限定盤 | 発売日         | タイトル               | 通常盤    |           | 最高位 |
| ---------- | -------------- | ---------------------- | --------- | --------- | ------ |
| 1          | 2013年2月13日  | MAMI KAWADA BEST BIRTH | GNCV-1032 | GNCV-1033 | 15位   |
| 2          | 2016年11月22日 | MAMI KAWADA BEST "F"   | GNCV-1040 | GNCV-1041 | 27位   |

### ライブグッズ付属CD
- ここに記載する楽曲は、ライブやツアーで販売されたパンフレットなどの付属CDに収録されている。
- 川田まみファーストライブツアーパンフレット付属CD
  - ROOTS OF THE ROOTS（作曲・編曲：中沢伴行）
  - CARPE DIEM（作詞：川田まみ／作曲：中沢伴行、川田まみ／編曲：中沢伴行、尾崎武士）
- 川田まみ Live Tour 2010 "LINKAGE" ツアーパンフレット付属CD
  - All in good time -Quiet Guitar mix- （作詞：川田まみ／作曲：中沢伴行、尾崎武士／編曲：尾崎武士）
  - 緋色の空 -Quiet Piano mix- （作詞：川田まみ／作曲：中沢伴行／編曲：一色由比）
- MAMI KAWADA"BIRTH LIVE"-ONE NIGHT POWERBOMB!- ライブグッズ限定CD
  - CARPE DIEM -blooming days ver.-（作詞：川田まみ／作曲：中沢伴行、川田まみ／編曲：高中崎伴武矢）

### 参加作品
| 発売日   | 商品名 | 歌                                                                                                   | 楽曲 | 備考                                                                    |
| 2001年   | 2001年 | 2001年                                                                                               | 2001年 | 2001年                                                                  |
| -------- | --- | --- | --- | ----------------------------------------------------------------------- |
| 12月20日 | miss you 同梱CD「miss you MUSIC DISC」                                                                           | 川田まみ                                                                                             | 「風と君を抱いて」 | PCゲーム『miss you』オープニングテーマ                                  |
| 2002年   | | | |                                                                         |
| 1月26日  | Shooting Star | 川田まみ                                                                                             | 「空の森で」 | テレビアニメ『おねがい☆ティーチャー』エンディングテーマ                 |
| 2月22日  | 凌辱痴漢地獄 同梱CD「凌辱痴漢地獄 Special sound track」                                                          | 川田まみ                                                                                             | 「I pray to stop my cry -little sea style-」 | PCゲーム『凌辱痴漢地獄』イメージソング                                  |
| 4月25日  | おねがい☆ティーチャー SOUND COLLECTION 01                                                                        | 川田まみ                                                                                             | 「空の森で (TVサイズ)」 | テレビアニメ『おねがい☆ティーチャー』エンディングテーマ                 |
| 7月21日  | EMU ORIGINAL SOUND TRACK VOL.1                                                                                   | Healing Leaf                                                                                         | 「雨に歌う譚詩曲」 | PCゲーム『雨に歌う譚詩曲』オープニングテーマ                            |
| 9月6日   | ティアフルアイズ 主題歌CD-R                                                                                      | 川田まみ                                                                                             | 「抱きしめて 愛おしく 美しく」 | PCゲーム『ティアフルアイズ』オープニングテーマ                          |
| 9月20日  | はじらひ 初回特典CD「はじらひ MUSIC DISC」                                                                       | Healing Leaf                                                                                         | 「秋風に君を想ふ」 | PCゲーム『はじらひ』エンディングテーマ                                  |
| 9月20日  | ブルーゲイルOP&EDマキシシングル vol.2 CARNAVAL                                                                   | Healing Leaf                                                                                         | 「秋風に君を想ふ」 | PCゲーム『はじらひ』エンディングテーマ                                  |
| 10月25日 | おねがい☆ティーチャー SOUND COLLECTION 03                                                                        | 川田まみ                                                                                             | 「空の森で」 | テレビアニメ『おねがい☆ティーチャー』エンディングテーマ                 |
| 12月25日 | おねがい☆ティーチャーヴォーカルアルバム Stokesia                                                                 | 川田まみ                                                                                             | 「tiny days」 | テレビアニメ『おねがい☆ティーチャー』関連曲                             |
| 12月28日 | ...SPLIT | 川田まみ                                                                                             | 「magnolia」 |                                                                         |
| 2003年   | | | |                                                                         |
| 2月26日  | verve-circle 001 -veyond the underground groove-                                                                 | 川田まみ                                                                                             | 「RAGE」 |                                                                         |
| 7月24日  | Second Flight | 川田まみ                                                                                             | 「明日への涙」 | テレビアニメ『おねがい☆ツインズ』エンディングテーマ                     |
| 5月16日  | 犠母姉妹DVD特別版同梱CD「犠母姉妹 SOUND TRACK」                                                                  | 川田まみ                                                                                             | 「Lythrum」 | PCゲーム『犠母姉妹SLG』主題歌                                           |
| 10月30日 | LAMENT | 川田まみ                                                                                             | 「I pray to stop my cry -little sea style-」 |                                                                         |
| 10月30日 | LAMENT | Healing Leaf                                                                                         | 「雨に歌う譚詩曲」 |                                                                         |
| 10月30日 | OUT FLOW | 川田まみ                                                                                             | 「Wind and Wander」 | PCゲーム『Silvern 〜銀の月、迷いの森〜』主題歌                          |
| 10月30日 | OUT FLOW | 川田まみ                                                                                             | 「風と君を抱いて」 |                                                                         |
| 12月28日 | ANIM Music Disc                                                                                                  | 川田まみ                                                                                             | 「I pray to stop my cry -little sea style-」 |                                                                         |
| 12月28日 | CROWD Music Disc                                                                                                 | 川田まみ                                                                                             | 「風と君を抱いて」 |                                                                         |
| 2004年   | | | |                                                                         |
| 2月27日  | Silent Hal 同梱CD「Silent Half 特典音楽CD」                                                                      | 川田まみ                                                                                             | 「Lost Shadow」 | PCゲーム『Silent Half』関連曲                                           |
| 12月29日 | Mixed up -I've Remix Style-                                                                                      | 川田まみ                                                                                             | 「同じ空の下で -Mixed up UETSU MIU×Rich Style-」 |                                                                         |
| 2005年   | | | |                                                                         |
| 2月23日  | スターシップオペレーターズ オリジナルサウンドトラック                                                            | 川田まみ                                                                                             | 「radiance (TV VERSION)」 | テレビアニメ『スターシップオペレーターズ』オープニングテーマ            |
| 2月23日  | おねがい☆ツインズ コンプリートサウンドトラック Photograph                                                        | 川田まみ                                                                                             | 「明日への涙 (TV Size)」 | テレビアニメ『おねがい☆ツインズ』エンディングテーマ                     |
| 7月27日  | ANIM Vocal Collection                                                                                            | 川田まみ                                                                                             | 「I pray to stop my cry -little sea style-」 |                                                                         |
| 7月30日  | I've in Budokan 2005 アニメイト販売分チケット同梱CD「Fair Heaven」                                               | I've Special Unit                                                                                    | 「Fair Heaven」 「Fair Heaven -Karaoke Ver.-」 「Fair Heaven -Instrumental Ver.-」 「Fair Heaven -Practice Track-」 |                                                                         |
| 8月12日  | Image Craft Music Selection 3 "Slow Step" オリジナルサウンドトラック                                             | Healing Leaf                                                                                         | 「Slow Step」 | PCゲーム『SlowStep 初めての恋愛』オープニングテーマ                     |
| 9月2日   | g-clef original sound track                                                                                      | 川田まみ                                                                                             | 「Wind and Wander」 |                                                                         |
| 9月30日  | COLLECTIVE | 川田まみ                                                                                             | 「IMMORAL」 | PCゲーム『IMMORAL』エンディングテーマ                                   |
| 9月30日  | COLLECTIVE | 川田まみ                                                                                             | 「eclipse」 | PCゲーム『燐月-リンゲツ-』オープニングテーマ                            |
| 2006年   | | | |                                                                         |
| 1月25日  | 灼眼のシャナ オリジナル・サウンドトラック                                                                        | 川田まみ                                                                                             | 「緋色の空 (TVサイズ)」 | テレビアニメ『灼眼のシャナ』オープニングテーマ                          |
| 3月24日  | 妻みっくす VOCAL COLLECTION                                                                                      | 川田まみ                                                                                             | 「eclipse」 「eclipse -UETSU MIU style-」 | PCゲーム『燐月-リンゲツ-』主題歌                                        |
| 12月8日  | ダブルソリッド同梱CD「ダブルソリッド オリジナル・サウンドトラック」                                              | 川田まみ                                                                                             | 「The Maze (Long Version)」 「The Maze (Short Version)」 「The Maze (Karaoke Long Version)」 「The Maze (Instrument Long Version)」                                                                                      | PCゲーム『ダブルソリッド』主題歌                                        |
| 12月25日 | コミックマーケット71限定販売 あねいも2 ～Second Stage～ Starting Material付属CD 主題歌マキシシングル             | 川田まみ                                                                                             | 「melty snow」 「melty snow (Instrumental)」 「melty snow (Short ver.)」 | PCゲーム『あねいも2 ～Second Stage～』主題歌                            |
| 2007年   | | | |                                                                         |
| 4月4日   | 天壌を翔る者たち                                                                                                 | Love Planet Five                                                                                     | 「天壌を翔る者たち」 「天壌を翔る者たち -Instrumental-」 「天壌を翔る者たち -Raven fly edit-」 | アニメ映画『劇場版 灼眼のシャナ』主題歌                                 |
| 4月27日  | あねいも2 ～Second Stage～ 初回特典CD「あねいも2 ～Second Stage～ オリジナル・サウンドトラック」                 | 川田まみ                                                                                             | 「melty snow」 | PCゲーム『あねいも2 ～Second Stage～』主題歌                            |
| 9月27日  | 劇場版「灼眼のシャナ」オリジナルサウンドトラック                                                                 | Love Planet Five                                                                                     | 「天壌を翔る者たち (劇場版サイズ)」 | アニメ映画『劇場版 灼眼のシャナ』主題歌                                 |
| 10月26日 | 燐月-リンゲツ- 同梱CD「真・燐月 Complete Sound Track」                                                           | 川田まみ                                                                                             | 「eclipse」 | PCゲーム『燐月-リンゲツ-』主題歌                                        |
| 11月22日 | そして明日の世界より―― 同梱CD「そして明日の世界より―― ORIGINAL SOUNDTRACK」                                      | 川田まみ                                                                                             | 「For our days」 | PCゲーム『そして明日の世界より――』オープニングテーマ                    |
| 11月22日 | そして明日の世界より―― 同梱CD「そして明日の世界より―― ORIGINAL SOUNDTRACK」                                      | 川田まみ                                                                                             | 「return to that place」 | PCゲーム『そして明日の世界より――』エンディングテーマ                    |
| 12月21日 | BALDR FORCE EXE RESOLUTION O.S.T                                                                                 | 川田まみ                                                                                             | 「undelete (short size)」 | OVA『BALDR FORCE EXE RESOLUTION』エンディングテーマ                     |
| 12月29日 | I've MANIA Tracks Vol.I                                                                                          | 川田まみ                                                                                             | 「Lythrum」 |                                                                         |
| 12月29日 | I've MANIA Tracks Vol.I                                                                                          | I've Special Unit                                                                                    | 「See You 〜小さな永遠〜 -P.V ver.-」 |                                                                         |
| 2008年   | | | |                                                                         |
| 2月25日  | 灼眼のシャナII オリジナルサウンドトラック                                                                        | 川田まみ                                                                                             | 「JOINT (TV Size)」 | テレビアニメ『灼眼のシャナII』オープニングテーマ                        |
| 2月25日  | 灼眼のシャナII オリジナルサウンドトラック                                                                        | 川田まみ                                                                                             | 「triangle (TV Size)」 | テレビアニメ『灼眼のシャナII』エンディングテーマ                        |
| 2月25日  | PENCIL VOCAL COLLECTION 03                                                                                       | 川田まみ                                                                                             | 「melty snow」 |                                                                         |
| 6月27日  | 借金姉妹2 同梱CD「借金姉妹2 SOUND TRACK」                                                                        | 川田まみ                                                                                             | 「seduce」 | PCゲーム『借金姉妹』主題歌                                              |
| 9月24日  | master groove circle                                                                                             | 川田まみ                                                                                             | 「TRILL [Shiva Jorg Re-mix] 」 「IMMORAL [SORMA No.1 Re-mix]」 「radiance [JOYBASU Re-mix] 」 |                                                                         |
| 10月29日 | StrikerS サウンドステージ イクス                                                                                 | 川田まみ                                                                                             | 「My Friend」 | ドラマCD『StrikerS サウンドステージX』イメージソング                    |
| 12月28日 | The Front Line Covers                                                                                            | 川田まみ                                                                                             | 「RIDE -The Front Line Covers-」 「Days of promise -The Front Line Covers-」 「Birthday eve -The Front Line Covers-」 |                                                                         |
| 2009年   | | | |                                                                         |
| 1月23日  | とある魔術の禁書目録 ORIGINAL SOUND TRACK 1 ELECTROMASTER                                                        | 川田まみ                                                                                             | 「PSI-missing (TV size)」 | テレビアニメ『とある魔術の禁書目録』オープニングテーマ                  |
| 2月27日  | あねいも Vocal Collection                                                                                        | 川田まみ                                                                                             | 「melty snow」 |                                                                         |
| 4月24日  | とある魔術の禁書目録 ORIGINAL SOUND TRACK 2 Dedicatus 545                                                        | 川田まみ                                                                                             | 「masterpiece (TV size)」 | テレビアニメ『とある魔術の禁書目録』オープニングテーマ                  |
| 7月31日  | メカミミ初回特典CD「メカミミ ORIGINAL SOUND DISC」                                                               | 川田まみ                                                                                             | 「platinum」 「platinum -カラオケバージョン-」 「platinum -インストバージョン-」 「platinum -ショートバージョン-」 | PCゲーム『メカミミ』主題歌                                              |
| 12月29日 | I've MANIA Tracks Vol.II                                                                                         | 川田まみ                                                                                             | 「The Maze」 | PCゲーム『ダブルソリッド』主題歌                                        |
| 12月30日 | master groove circle 2                                                                                           | 川田まみ                                                                                             | 「PSI-missing [DJ Shiva Joerg remix]」 「jellyfish [MAZDA a.k.a. SINE6 remix]」 |                                                                         |
| 12月30日 | master groove circle 2                                                                                           | Love Planet Five                                                                                     | 「天壌を翔る者たち [MASA remix]」 |                                                                         |
| 2010年   | | | |                                                                         |
| 2月26日  | 借金姉妹2AfterStory 同梱CD「借金姉妹 Complete SoundTrack」                                                       | 川田まみ                                                                                             | 「seduce」 「seduce (Instrumental)」 | PCゲーム『借金姉妹』主題歌                                              |
| 5月28日  | りとるらびっつ -わがままツインテール-初回特典CD「りとるらびっつ オリジナルサウンドトラック」                     | 川田まみ                                                                                             | 「dilemma」 「dilemma (Instrumental)」 「dilemma (Karaoke)」 | PCゲーム『りとるらびっつ -わがままツインテール-』主題歌                 |
| 9月24日  | EXTRACT | 川田まみ                                                                                             | 「platinum」 「dilemma」 「melty snow」 「Vacillate」 「For our days」 「EXTRACT 〜The truth in me〜」 |                                                                         |
| 9月24日  | EXTRACT | Healing Leaf                                                                                         | 「Slow Step」 |                                                                         |
| 10月29日 | 恋と選挙とチョコレート初回特典CD「恋と選挙とチョコレート×I'veマキシシングル」                                    | 川田まみ                                                                                             | 「INITIATIVE」 | PCゲーム『恋と選挙とチョコレート』オープニングテーマ                    |
| 12月29日 | I've MANIA Tracks vol. III                                                                                       | 川田まみ                                                                                             | 「eclipse -UETSU MIU style-」 |                                                                         |
| 2011年   | | | |                                                                         |
| 1月26日  | とある魔術の禁書目録II ORIGINAL SOUND TRACK 1                                                                    | 川田まみ                                                                                             | 「No buts! (TV size)」 | テレビアニメ『とある魔術の禁書目録II』前期オープニングテーマ            |
| 5月25日  | とある魔術の禁書目録II ORIGINAL SOUND TRACK 2                                                                    | 川田まみ                                                                                             | 「See visionS (TV size)」 | テレビアニメ『とある魔術の禁書目録II』後期オープニングテー              |
| 7月29日  | TRIBAL LINK-L | 川田まみ                                                                                             | 「砂の城 -The Castle of Sand-」 | 島みやえい子のカヴァー                                                  |
| 7月29日  | TRIBAL LINK-R | 川田まみ                                                                                             | 「Lupe」 | KOTOKOのカヴァー                                                        |
| 7月29日  | TRIBAL LINK-R | MAKO and 川田まみ                                                                                    | 「Double HarmoniZe Shock!!」 | KOTOKO to 詩月カオリのカヴァー                                          |
| 10月22日 | 七つのふしぎの終わるとき初回特典CD「七つのふしぎの終わるとき ORIGINAL SOUNDTRACK」                               | 川田まみ                                                                                             | 「Timeless time (short ver.)」 | PCゲーム『七つのふしぎの終わるとき』オープニングテーマ                  |
| 10月22日 | 七つのふしぎの終わるとき初回特典CD「七つのふしぎの終わるとき ORIGINAL SOUNDTRACK」                               | 川田まみ                                                                                             | 「Thankful ～奇跡の明日へ～ (short ver.)」 | PCゲーム『七つのふしぎの終わるとき』エンディングテーマ                  |
| 10月22日 | 七つのふしぎの終わるとき早期購入者特典CD 七つのふしぎの終わるとき VOCAL COLLECTION「Timeless time」              | 川田まみ                                                                                             | 「Timeless time」 「Thankful ～奇跡の明日へ～」 「Timeless time -Instrumental-」 「Thankful ～奇跡の明日へ～ -Instrumental-」                                                                                            |                                                                         |
| 2012年   | | | |                                                                         |
| 4月25日  | 灼眼のシャナF SUPERIORITY SHANA III Vol.2                                                                        | 川田まみ                                                                                             | 「Serment (TVサイズ)」 | テレビアニメ『灼眼のシャナIII-FINAL-』後期オープニングテーマ            |
| 5月26日  | レンタル専用CD ヨルムンガンド- SPECIAL SAMPLER DISC                                                              | 川田まみ                                                                                             | 「Borderland (TV size)」 | テレビアニメ『ヨルムンガンド』オープニングテーマ                        |
| 6月27日  | Blu-ray/DVD初回限定版特典 ヨルムンガンド Special Disc                                                            | 川田まみ                                                                                             | 「Borderland (TV size)」 | テレビアニメ『ヨルムンガンド』オープニングテーマ                        |
| 6月29日  | G.C.BEST -I've GIRL's COMPILATION-                                                                               | 川田まみ                                                                                             | 「I pray to stop my cry -little sea style-」 「IMMORAL」 「Blaze a trail」 |                                                                         |
| 6月29日  | G.C.BEST -I've GIRL's COMPILATION-                                                                               | I've Special Unit                                                                                    | 「See You 〜小さな永遠〜 -P.V ver.-」 「Fair Heaven」 |                                                                         |
| 6月29日  | Orpheus ～君と奏でる明日へのうた～                                                                               | KOTOKO、島みやえい子、Lia、多田葵、川田まみ、詩月カオリ、茶太、Rita、LiSA                            | 「Orpheus ～君と奏でる明日へのうた～」 | ビジュアルアーツ20周年記念ソング                                        |
| 6月29日  | 初恋1/1 初回限定版特典CD 初恋1/1 オリジナルサウンドトラック                                                      | 川田まみ                                                                                             | 「あしあと ～a Happiness Marker～」 | PCゲーム『初恋1/1』エンディングテーマ                                   |
| 7月18日  | INFINITY 〜1000年の夢〜                                                                                          | AKINO from bless4、川田まみ、KISHOW (GRANRODEO)、喜多村英梨、栗林みな実、田村ゆかり、茅原実里、May'n | 「INFINITY ～1000年の夢～」 | 『Animelo Summer Live 2012 -INFINITY-』テーマソング                     |
| 7月25日  | 灼眼のシャナF SUPERIORITY SHANA III Vol.3                                                                        | 川田まみ                                                                                             | 「光芒」 | テレビアニメ『灼眼のシャナIII-FINAL-』最終話エンディングテーマ          |
| 7月27日  | 初恋1/1 Vocal Collection                                                                                         | 川田まみ                                                                                             | 「あしあと ～a Happiness Marker～」 | PCゲーム『初恋1/1』エンディングテーマ                                   |
| 7月29日  | ビジュアルアーツ20周年記念CD                                                                                     | 川田まみ                                                                                             | 「あしあと ～a Happiness Marker～」 | PCゲーム『初恋1/1』エンディングテーマ                                   |
| 8月10日  | piece of my heart -bitter style-                                                                                 | 川田まみ                                                                                             | 「piece of my heart -bitter style-」 「piece of my heart -bitter style- (instrumental)」 |                                                                         |
| 8月31日  | LEVEL OCTAVE | 川田まみ                                                                                             | 「INITIATIVE」 |                                                                         |
| 10月24日 | 折戸伸治パーソナルアルバム circle of fifth                                                                       | 川田まみ                                                                                             | 「precious (リアレンジ・バージョン)」 「空の森で (リアレンジ・バージョン)」 |                                                                         |
| 2013年   | | | |                                                                         |
| 8月28日  | とある魔術の楽曲目録                                                                                             | 川田まみ                                                                                             | 「PSI-missing」 「masterpiece」 「No buts!」 「See visionS」 「雨」 「jellyfish」 「No buts! <MfEI ver.>」 「See visionS -remix-)」                                                                                      | テレビアニメ『とある魔術の禁書目録II』関連曲                            |
| 8月28日  | とある魔術の楽曲目録                                                                                             | 川田まみ & 黒崎真音                                                                                  | 「Snap out of it!!」 | テレビアニメ『とある魔術の禁書目録II』関連曲                            |
| 8月30日  | CROWD GOLD BOX 2013 特典CD「I've Re-mix CD」                                                                     | 川田まみ                                                                                             | 「風と君を抱いて (4sk remix)」 「風と君を抱いて (4sk remix) instrumental」 |                                                                         |
| 12月29日 | コミックマーケット85限定販売「C85 Spriteセット」同梱CD 蒼の彼方のフォーリズム「Wings of Courage ～空を越えて～」 | 川田まみ                                                                                             | 「Wings of Courage ～空を越えて～ (1 Chorus Version)」 | PCゲーム『蒼の彼方のフォーリズム』オープニングテーマ                    |
| 2014年   | | | |                                                                         |
| 1月31日  | WHITESOFT ボーカルコレクション Vol.1                                                                             | 川田まみ                                                                                             | 「dilemma」 |                                                                         |
| 5月28日  | 東京レイヴンズ オリジナル・サウンドトラック vol.2                                                                | 川田まみ                                                                                             | 「Break a spell (TV size)」 | テレビアニメ『東京レイヴンズ』後期エンディングテーマ                    |
| 9月26日  | Evidence nine | 川田まみ                                                                                             | 「あしあと ～a Happiness Marker～」 「Timeless time -Album mix-」 |                                                                         |
| 11月15日 | セガ ラッキーくじ [C賞] くじ限定「電撃文庫 FIGHTING CLIMAX」テーマソングCD                                       | 川田まみ                                                                                             | 「belief」 | PS3・PS Vitaゲーム『電撃文庫 FIGHTING CLIMAX』主題歌                    |
| 11月28日 | 蒼の彼方のフォーリズム 予約特典 主題歌 MAXI SINGLE CD                                                            | 川田まみ                                                                                             | 「Wings of Courage -空を超えて-」 | PCゲーム『蒼の彼方のフォーリズム』オープニングテーマ                    |
| 11月28日 | 蒼の彼方のフォーリズム 予約特典 主題歌 MAXI SINGLE CD                                                            | 川田まみ                                                                                             | 「Sky is the limit (1コーラス ver.)」 | PCゲーム『蒼の彼方のフォーリズム』グランドエンディングテーマ            |
| 12月24日 | master groove circle "NIJIIRO"                                                                                   | 川田まみ                                                                                             | 「eclipse -Begin Forwarded Message mix-」 「緋色の空 -Shoot mix-」 「Borderland -2014 Rainbow mix-」 「No buts! -MfEI mix-」                                                                                             |                                                                         |
| 12月28日 | 蒼の彼方のフォーリズム TVアニメ化決定記念セット同梱CD RAYS OF THE SUN                                            | 川田まみ                                                                                             | 「rays of the sun (1コーラス ver.)」 | PCゲーム『蒼の彼方のフォーリズム』関連曲                                |
| 2015年   | | | |                                                                         |
| 3月27日  | シロガネ×スピリッツ! 特典CD オリジナルサウンドトラック Fight is show time!                                       | 川田まみ                                                                                             | 「Aim ～we can do all to be fine～」 | PCゲーム『シロガネ×スピリッツ!』エンディングテーマ                      |
| 6月26日  | 蒼の彼方のフォーリズム Vocal & Sound Collection                                                                  | 川田まみ                                                                                             | 「Wings of Courage -空を超えて-」 「Wings of Courage -空を超えて- piano style」 「Sky is the limit」 「Wings of Courage -空を超えて- instrumental ver.」 「Wings of Courage -空を超えて- piano style instrumental ver.」 | PCゲーム『蒼の彼方のフォーリズム』関連曲                                |
| 8月14日  | コミックマーケット88限定販売「戯画セット'15夏」特典CD Aim ～we can do all to be fine～                           | 川田まみ                                                                                             | 「Aim ～we can do all to be fine～」 「Aim ～we can do all to be fine～ (Karaoke)」 「Aim ～we can do all to be fine～ (Instrumental)」                                                                                  | PCゲーム『シロガネ×スピリッツ!』エンディングテーマ                      |
| 12月29日 | sprite LIVE 2015 MEMORIAL VOCAL COLLECTION                                                                       | 川田まみ                                                                                             | 「INITIATIVE」 「piece of my heart -bitter style-」 「Wings of Courage -空を超えて-」 「Wings of Courage -空を超えて- piano style」 「Sky is the limit」 「rays of the sun」 「crossing way」                            |                                                                         |
| 12月29日 | VA Compilation CD Panorama Vol.6                                                                                 | 川田まみ                                                                                             | 「あしあと ～a Happiness Marker～」 |                                                                         |
| 2016年   | | | |                                                                         |
| 1月1日   | The Time 〜12 Colors〜                                                                                           | 川田まみ                                                                                             | 「transition」 |                                                                         |
| 2月25日  | 蒼の彼方のフォーリズム PREMIUM EDITION 限定版特典 MAXI SINGLE CD                                                 | 川田まみ                                                                                             | 「crossing way」 | PS Vita用ゲーム『蒼の彼方のフォーリズム』グランドオープニングテーマ     |
| 2月25日  | 蒼の彼方のフォーリズム PREMIUM EDITION 限定版特典 MAXI SINGLE CD                                                 | 川田まみ                                                                                             | 「rays of the sun」 | PS Vita用ゲーム『蒼の彼方のフォーリズム』挿入歌                         |
| 2月26日  | 甘えかたは彼女なりに。オリジナルサウンドトラック『媚びない彼女の処方箋』                                         | 川田まみ                                                                                             | 「as×sist ～甘えベタな私なりに～」 「as×sist ～甘えベタな私なりに～ (Instrumental)」 | PCゲーム『甘えかたは彼女なりに。』オープニングテーマ                    |
| 5月1日   | 蒼の彼方のフォーリズム VOCAL ALBUM                                                                               | 川田まみ                                                                                             | 「Believe in the sky」 「Believe in the sky (Instrumental)」 | iOS/Android用ゲームアプリ『蒼の彼方のフォーリズム ‐ETERNAL SKY-』主題歌 |
| 8月26日  | 銀色、遥か Vocal Collection                                                                                      | 川田まみ                                                                                             | 「COLORFUL WORLD」 | PCゲーム『銀色、遥か』イメージソング                                    |
| 8月26日  | 銀色、遥か Vocal Collection                                                                                      | 川田まみ                                                                                             | 「happiness.」 | PCゲーム『銀色、遥か』エンディングテーマ                                |
| 2017年   | | | |                                                                         |
| 1月26日  | 蒼の彼方のフォーリズム HD EDITION 限定版特典 VOCAL DISC                                                          | 川田まみ                                                                                             | 「Wings of Courage -空を超えて-」 「crossing way」 「rays of the sun」 | PS4用ゲーム『蒼の彼方のフォーリズム』関連曲                             |
| 7月29日  | ALIVE | 川田まみ                                                                                             | 「Believe in the sky」 「Aim 〜we can do all to be fine〜」 「Wings of Courage -空を超えて-」 「happiness.」 |                                                                         |
| 7月29日  | tone work's Perfect Vocal Collection                                                                             | 川田まみ                                                                                             | 「あしあと ～a Happiness Marker～」 「COLORFUL WORLD」 「happiness.」 |                                                                         |
| 2018年   | | | |                                                                         |
| 1月1日   | I've C-VOX 2000-2014                                                                                             | 川田まみ                                                                                             | 「The Maze」 「eclipse -UETSU MIU style-」 「Lythrum」 「同じ空の下で -Mixed up-」 「Days of promise -The Front Line Covers-」 「birthday eve -The Front Line Covers-」 「RIDE -The Front Line Covers-」                 |                                                                         |
| 1月1日   | I've C-VOX 2000-2014                                                                                             | Healing Leaf                                                                                         | 「秋風に君を想ふ」 |                                                                         |
| 1月1日   | I've C-VOX 2000-2014                                                                                             | I've Special Unit                                                                                    | 「See You 〜小さな永遠〜 -P.V ver.-」 |                                                                         |
| 1月24日  | 灼眼のシャナ -BEST-                                                                                              | 川田まみ                                                                                             | 「緋色の空」 「JOINT」 「triangle」 「sense」 「Prophecy」 「All in good time」 「portamento」 「Serment」 「u/n」 「赤い涙」 「光芒」                                                                                   | アニメ『灼眼のシャナ』関連曲                                            |
| 1月24日  | 灼眼のシャナ -BEST-                                                                                              | Love Planet Five                                                                                     | 「天壌を翔る者たち」 | アニメ『灼眼のシャナ』関連曲                                            |
| 5月30日  | 戯画ベストアルバム                                                                                               | 川田まみ                                                                                             | 「as×sist ～甘えベタな私なりに～」 「Aim ～we can do all to be fine～」 |                                                                         |
| 11月20日 | 魔法少女リリカルなのは キャラクターソング コンプリートBOX                                                        | 川田まみ                                                                                             | 「My Friend」 |                                                                         |
| 2021年   | | | |                                                                         |
| 12月18日 | I've 20th Anniversary E-VOX                                                                                      | 川田まみ                                                                                             | 「抱きしめて 愛おしく 美しく」 「Timeless time」 「Morning glory ～栄光の朝～」 「Sky is the limit」 「as×sist ～甘えベタな私なりに～」 「crossing way」 「COLORFUL WORLD」                                              |                                                                         |

### 映像作品
- MAMI KAWADA FIRST LIVE TOUR“SEED”LIVE&LIFE vol.1
- MAMI KAWADA LIVE TOUR 2008“SAVIA”LIVE&LIFE vol.2

### タイアップ
| 楽曲                                      | タイアップ                                                                         |
| ----------------------------------------- | ---------------------------------------------------------------------------------- |
| 風と君を抱いて                            | PCゲーム『miss you』オープニングテーマ                                             |
| 空の森で                                  | テレビアニメ『おねがい☆ティーチャー』エンディングテーマ                            |
| I pray to stop my cry -little sea style-  | PCゲーム『凌辱痴漢地獄』オープニングテーマ                                         |
| 抱きしめて 愛おしく 美しく                | PCゲーム『ティアフルアイズ 〜あなたしかいない〜』主題歌                            |
| tiny days                                 | テレビアニメ『おねがい☆ティーチャー』イメージソング                                |
| Lythrum                                   | PCゲーム『犠母姉妹SLG』主題歌                                                      |
| 明日への涙                                | テレビアニメ『おねがい☆ツインズ』エンディングテーマ                                |
| Wind and Wander                           | PCゲーム『Silvern 〜銀の月、迷いの森〜』主題歌                                     |
| IMMORAL                                   | PCゲーム『IMMORAL』エンディングテーマ                                              |
| eclipse                                   | PCゲーム『燐月-リンゲツ-』主題歌                                                   |
| radiance                                  | テレビアニメ『スターシップ・オペレーターズ』オープニングテーマ                     |
| Vacillate                                 | PCゲーム『ふたりの兄嫁』主題歌                                                     |
| 緋色の空                                  | テレビアニメ『灼眼のシャナ』オープニングテーマ                                     |
| undelete                                  | OVA『BALDR FORCE EXE RESOLUTION』エンディングテーマ                                |
| seed                                      | TOKYO MX『アニメTV』エンディングテーマ                                             |
| The Maze                                  | PCゲーム『ダブルソリッド』主題歌                                                   |
| melty snow                                | PCゲーム『あねいも2 〜Second Stage〜』主題歌                                       |
| seduce                                    | PCゲーム『借金姉妹』主題歌                                                         |
| 赤い涙                                    | アニメ映画『劇場版 灼眼のシャナ』挿入歌                                            |
| Get my way!                               | テレビアニメ『ハヤテのごとく!』エンディングテーマ                                  |
| JOINT                                     | テレビアニメ『灼眼のシャナII（Second）』前期オープニングテーマ                     |
| triangle                                  | テレビアニメ『灼眼のシャナII（Second）』前期エンディングテーマ                     |
| For our days                              | PCゲーム『そして明日の世界より――』オープニングテーマ                               |
| return to that place                      | PCゲーム『そして明日の世界より――』エンディングテーマ                               |
| sense                                     | テレビアニメ『灼眼のシャナII（Second）』最終話 挿入歌                              |
| 翡翠 -HISUI-                              | 映画『お姉チャンバラ THE MOVIE』エンディングテーマ                                 |
| My Friend                                 | テレビアニメ『魔法少女リリカルなのはStrikerS』イメージソング                       |
| platinum                                  | PCゲーム『メカミミ』主題歌                                                         |
| PSI-missing                               | テレビアニメ『とある魔術の禁書目録』前期オープニングテーマ                         |
| 雨                                        | テレビアニメ『とある魔術の禁書目録』第12話 挿入歌                                  |
| masterpiece                               | テレビアニメ『とある魔術の禁書目録』後期オープニングテーマ                         |
| jellyfish                                 | テレビアニメ『とある魔術の禁書目録』第23話 挿入歌                                  |
| Prophecy                                  | OVA『灼眼のシャナS』オープニングテーマ                                             |
| All in good time                          | OVA『灼眼のシャナS』エンディングテーマ                                             |
| portamento                                | OVA『灼眼のシャナS』第4話 挿入歌                                                   |
| linkage                                   | TOKYO MX『アニメTV』エンディングテーマ                                             |
| dilemma                                   | PCゲーム『りとるらびっつ -わがままツインテール-』主題歌                            |
| INITIATIVE                                | PCゲーム『恋と選挙とチョコレート』オープニングテーマ                               |
| No buts!                                  | テレビアニメ『とある魔術の禁書目録II』前期オープニングテーマ                       |
| See visionS                               | テレビアニメ『とある魔術の禁書目録II』後期オープニングテーマ                       |
| Timeless time                             | PCゲーム『七つのふしぎの終わるとき』オープニングテーマ                             |
| Thankful 〜奇跡の明日へ〜                 | PCゲーム『七つのふしぎの終わるとき』エンディングテーマ                             |
| Serment                                   | テレビアニメ『灼眼のシャナIII-FINAL-』後期オープニングテーマ                       |
| u/n                                       | テレビアニメ『灼眼のシャナIII-FINAL-』第15話 挿入歌                                |
| Borderland                                | テレビアニメ『ヨルムンガンド』オープニングテーマ                                   |
| Morning glory 〜栄光の朝〜                | PCゲーム『夏色あさがおレジデンス』エンディングテーマ                               |
| あしあと 〜a Happiness Marker〜           | PCゲーム『初恋1/1』エンディングテーマ                                              |
| 光芒                                      | テレビアニメ『灼眼のシャナIII-FINAL-』最終話 エンディングテーマ                    |
| FIXED STAR                                | アニメ映画『劇場版 とある魔術の禁書目録 -エンデュミオンの奇蹟-』エンディングテーマ |
| intersection                              | PS Vita用ゲーム『迷宮クロスブラッド インフィニティ』主題歌                         |
| Snap out of it!!                          | テレビアニメ『とある魔術の禁書目録』イメージソング                                 |
| Break a spell                             | テレビアニメ『東京レイヴンズ』後期エンディングテーマ                               |
| Wings of Courage -空を超えて-             | PCゲーム『蒼の彼方のフォーリズム』オープニングテーマ                               |
| Wings of Courage -空を超えて- piano style | PCゲーム『蒼の彼方のフォーリズム』挿入歌                                           |
| Sky is the limit                          | PCゲーム『蒼の彼方のフォーリズム』グランドエンディングテーマ                       |
| Where I belong…ずっと                     | 『とある魔術の禁書目録』10周年記念完全新作アニメーションPVテーマソング             |
| belief                                    | PS3・PS Vitaゲーム『電撃文庫 FIGHTING CLIMAX』主題歌                               |
| rays of the sun                           | PCゲーム『蒼の彼方のフォーリズム』イメージソング                                   |
| Aim 〜we can do all to be fine〜          | PCゲーム『シロガネ×スピリッツ!』エンディングテーマ                                 |
| Gardens                                   | テレビアニメ『To LOVEる -とらぶる- ダークネス 2nd』エンディングテーマ              |
| ∃UTOPIA?                                  | パチスロ『BLACK LAGOON2』テーマソング                                              |
| HOWL                                      | パチンコ『CRブラックラグーン2』テーマソング                                        |
| here.                                     | パチンコ『CRブラックラグーン2』テーマソング                                        |
| Contrail〜軌跡〜                          | テレビアニメ『蒼の彼方のフォーリズム』オープニングテーマ                           |
| as×sist 〜甘えベタな私なりに〜            | PCゲーム『甘えかたは彼女なりに。』オープニングテーマ                               |
| crossing way                              | PS Vitaゲーム『蒼の彼方のフォーリズム』グランドオープニングテーマ                  |
| Believe in the sky                        | iOS/Android用アプリゲーム『蒼の彼方のフォーリズム ‐ETERNAL SKY-』主題歌            |
| COLORFUL WORLD                            | PCゲーム『銀色、遥か』イメージソング                                               |
| happiness.                                | PCゲーム『銀色、遥か』エンディングテーマ                                           |
| Beyond the limits                         | パチスロ『防空少女ラブキューレ』搭載曲                                             |
| ILoveValkyria                             | パチスロ『防空少女ラブキューレ』搭載曲                                             |

### 歌詞提供
| 年     | 楽曲                                             | アーティスト                                                           | 作曲               | 備考                                                                           |
| ------ | ------------------------------------------------ | ---------------------------------------------------------------------- | ------------------ | ------------------------------------------------------------------------------ |
| 2010年 | piece of my heart                                | 舞崎なみ                                                               | 中沢伴行           | PCゲーム『恋と選挙とチョコレート』挿入歌                                       |
| 2011年 | lead to the smile                                | 朝見凛                                                                 | 井内舞子           | PCゲーム『とらバ!』オープニングテーマ                                          |
| 2011年 | Got it!!                                         | 朝見凛                                                                 | 高瀬一矢           | PCゲーム『夏色あさがおレジデンス』挿入歌                                       |
| 2012年 | 向日葵                                           | Ray                                                                    | C.G mix            | シングル『sign』カップリング曲                                                 |
| 2012年 | IN MY WORLD                                      | 桐島愛里                                                               | 尾崎武士           | PCゲーム『猫撫ディストーション Exodus』オープニングテーマ                      |
| 2012年 | protostar ～あの日のワタシ～                     | Ray                                                                    | 中沢伴行           | シングル『楽園PROJECT』カップリング曲                                          |
| 2012年 | 希望 ～NOZOMI・明日への架け橋～                  | 朝見凛                                                                 | 中沢伴行           | PCゲーム『サナララR』オープニングテーマ                                        |
| 2012年 | Steadily                                         | 桐島愛里                                                               | C.G mix            | PCゲーム『あねいもNeo ～Second Sisters～』オープニングテーマ                   |
| 2013年 | Recall                                           | Ray                                                                    | 井内舞子           | テレビアニメ『AMNESIA!』エンディングテーマ                                     |
| 2013年 | Telepath ～光の塔～                              | 三澤紗千香                                                             | 井内舞子           | アニメ映画『とある魔術の禁書目録 -エンデュミオンの奇蹟-』挿入歌                |
| 2013年 | Over ride                                        | Ray                                                                    | 中沢伴行           | アルバム『RAYVE』収録曲                                                        |
| 2013年 | 凪-nagi-                                         | Ray                                                                    | 中沢伴行           | アルバム『RAYVE』収録曲                                                        |
| 2013年 | Altair                                           | Ray                                                                    | 中沢伴行           | アルバム『RAYVE』収録曲                                                        |
| 2013年 | lull ～そして僕らは～                            | Ray                                                                    | 中沢伴行           | テレビアニメ『凪のあすから』前期オープニングテーマ                             |
| 2014年 | ebb and flow                                     | Ray                                                                    | 中沢伴行           | テレビアニメ『凪のあすから』後期オープニングテーマ                             |
| 2014年 | I wonder why…                                    | 向井戸まなか（花澤香菜）                                               | デワヨシアキ       | テレビアニメ『凪のあすから』関連曲                                             |
| 2014年 | Dazzling                                         | 潮留美海（小松未可子）、久沼さゆ（石原夏織）                           | デワヨシアキ       | テレビアニメ『凪のあすから』関連曲                                             |
| 2014年 | あの日のままで                                   | 比良平ちさき（茅野愛衣）                                               | デワヨシアキ       | テレビアニメ『凪のあすから』関連曲                                             |
| 2014年 | ベロペロネ                                       | 久沼さゆ（石原夏織）                                                   | デワヨシアキ       | テレビアニメ『凪のあすから』関連曲                                             |
| 2014年 | lull ～Earth color of a calm～                   | Ray                                                                    | 中沢伴行           | テレビアニメ『凪のあすから』関連曲                                             |
| 2014年 | ripple ～my first love～                         | 潮留美海（小松未可子）                                                 | デワヨシアキ       | テレビアニメ『凪のあすから』関連曲                                             |
| 2014年 | 波の音、海の声                                   | 向井戸まなか（花澤香菜）                                               | デワヨシアキ       | テレビアニメ『凪のあすから』関連曲                                             |
| 2015年 | successor                                        | RINA                                                                   | 高瀬一矢           | アルバム『The Time 〜12 Colors〜』収録曲                                       |
| 2016年 | 君といた空                                       | Ray                                                                    | 中沢伴行           | テレビアニメ『蒼の彼方のフォーリズム』最終話エンディングテーマ                 |
| 2016年 | ラブ×タイムソルジャー ～未来と君を行き交う戦士～ | Luce Twinkle Wink☆                                                     | 川﨑海             | シングル『1st Love Story』カップリング曲                                       |
| 2016年 | 約束train                                        | Ray                                                                    | 太田雅友           | アルバム『Little Trip』収録曲                                                  |
| 2016年 | 0 -未来-                                         | 南條愛乃                                                               | 増谷賢             | アルバム『Nのハコ』収録曲                                                      |
| 2016年 | One Small Step                                   | KOTOKO                                                                 | 中沢伴行・川田まみ | ゲームソフト『蒼の彼方のフォーリズム EXTRA1』オープニングテーマ                |
| 2017年 | マリンスノー                                     | Ray                                                                    | 中沢伴行           | アルバム『Happy days』収録曲                                                   |
| 2017年 | It'll be dawn soon.                              | 南條愛乃                                                               | 川田まみ           | アルバム『サントロワ∴』収録曲                                                  |
| 2017年 | pledge                                           | 南條愛乃                                                               | 川田まみ           | アルバム『サントロワ∴』収録曲                                                  |
| 2017年 | one of a kind                                    | riya                                                                   | 菊田大介           | ゲームソフト『蒼の彼方のフォーリズム EXTRA2』オープニングテーマ                |
| 2018年 | ..., Fine later!!                                | 鳶沢みさき（浅倉杏美）                                                 | 岩橋星実           | ゲームソフト『蒼の彼方のフォーリズム』関連曲                                   |
| 2018年 | Happen～ 木枯らしに吹かれて～                    | 湯ノ花幽奈（島袋美由利）、宮崎千紗希（鈴木絵理）、雨野狭霧（高橋李依） | 中沢伴行           | テレビアニメ『ゆらぎ荘の幽奈さん』エンディングテーマ                           |
| 2018年 | Gravitation                                      | 黒崎真音                                                               | 中沢伴行           | テレビアニメ『とある魔術の禁書目録III』前期オープニングテーマ                  |
| 2018年 | Dance of the Death                               | 黒崎真音                                                               | 中沢伴行           | パチンコ『Pブラックラグーン3』搭載曲                                           |
| 2019年 | advance                                          | C.G mix                                                                | C.G mix            | アルバム『ADVANCE』収録曲                                                      |
| 2019年 | KODO                                             | nonoc                                                                  | 中沢伴行           | テレビアニメ『魔法少女特殊戦あすか』エンディングテーマ                         |
| 2019年 | 万事オッケー☆                                    | 湯ノ花幽奈（島袋美由利）、宮崎千紗希（鈴木絵理）、雨野狭霧（高橋李依） | 中沢伴行           | テレビアニメ『ゆらぎ荘の幽奈さん』関連曲                                       |
| 2019年 | Never Give It Up!!                               | Study                                                                  | 井内舞子           | テレビアニメ『ぼくたちは勉強ができない』エンディングテーマ                     |
| 2019年 | …すぐ来てね                                      | 美優那                                                                 | 中沢伴行           | PCゲーム『金色ラブリッチェ -Golden Time-』エンディングテーマ                   |
| 2020年 | トコハツハナ                                     | petit fleurs                                                           | 中沢伴行           | アルバム『première fleurs』収録曲                                              |
| 2020年 | ×××Hacker?                                       | 志麻                                                                   | 中沢伴行           | アルバム『NOIZE』収録曲                                                        |
| 2020年 | NaNDe?                                           | 中島由貴                                                               | 中沢伴行           | アルバム『Chapter I』収録曲                                                    |
| 2020年 | HOME                                             | 中島由貴                                                               | 中沢伴行           | アルバム『Chapter I』収録曲                                                    |
| 2021年 | Believe in you                                   | nonoc                                                                  | 中沢伴行           | テレビアニメ『Re:ゼロから始める異世界生活』2nd season 後期エンディングテーマ   |
| 2021年 | Graduation                                       | Luce Twinkle Wink☆                                                     | 浅田秀之           | シングル『I’mpossible?』カップリング曲                                         |
| 2021年 | JUNCTION                                         | 黒崎真音                                                               | 中沢伴行           | スマートフォンゲーム『とある魔術の禁書目録 幻想収束』主題歌                    |
| 2021年 | ターミナル ～僕ら、あるべき場所～                | Luce Twinkle Wink☆                                                     | fu_mou             | テレビアニメ『新幹線変形ロボ シンカリオンZ』後期エンディングテーマ             |
| 2021年 | 青星                                             | 南條愛乃                                                               | 齋藤真也           | アルバム『A Tiny Winter Story』収録曲                                          |
| 2022年 | 冬、しよ?♡                                       | Luce Twinkle Wink☆                                                     | 中沢伴行           | シングル『“FA“NTASYと!』カップリング曲                                         |
| 2022年 | my proof                                         | エミリア（高橋李依）                                                   | 中沢伴行           | スマートフォンゲーム『Re:ゼロから始める異世界生活 INFINITY』キャラクターソング |
| 2022年 | この胸に名もなき星                               | 南條愛乃                                                               | 齋藤真也           | アルバム『ジャーニーズ・トランク』収録曲                                       |
| 2023年 | HERO                                             | nonoc                                                                  | 中沢伴行           | MFブックス創刊10周年記念楽曲                                                   |
| 2023年 | 逃げるのはやめ                                   | Tomoyuki Nakazawa feat. 秋奈                                           | 中沢伴行           | アルバム『CONNECT ME!!! 3』収録曲                                              |
| 2023年 | Everything is Changing                           | 前島麻由                                                               | 中沢伴行           | テレビアニメ『陰の実力者になりたくて！2nd season』挿入歌。                     |
| 2024年 | SNIPER                                           | Sifar                                                                  | 中沢伴行           | クラウドファンディング限定CD収録曲                                             |
| 2024年 | UTSUROI                                          | RINA                                                                   | 中沢伴行           | アルバム『R.I.N.A 10th anniversary ALBUM "un cut"』収録曲                      |
| 2024年 | POLYHEDRA                                        | 藍井エイル                                                             | 中沢伴行           | 配信シングル「POLYHEDRA」収録曲                                                |
| 2025年 | Real                                             | 井口裕香                                                               | 眞塩楓             | パチンコ『Pとある魔術の禁書目録2 Light PREMIUM 2000ver.』搭載曲                |
| 2025年 | Ruler                                            | 前島麻由                                                               | 中沢伴行・fumi     | テレビアニメ『クレバテス-魔獣の王と赤子と屍の勇者-』オープニングテーマ         |
| 2025年 | GAZE                                             | nonoc                                                                  | 中沢伴行           | PCゲーム『虹彩都市』オープニングテーマ                                         |

## 出演

### ラジオ
- portamento（2010年3月1日 - 29日 文化放送系列 A&G 超RADIO SHOW〜アニスパ!〜番組内）
- PSI-missing（2008年11月1日 - 29日 文化放送 A&G 超RADIO SHOW〜アニスパ!〜番組内）
- ザ・ステージ 『Departed to the future』（2008年12月14日 文化放送、KOTOKOと共演）
  - 再放送が2008年12月21日と2008年12月28日に超!A&G+にて放送。
- 藤井孝太郎のアタックヤング（2012年2月27日　STVラジオ）
- 川田まみのアタックヤング（2012年4月4日 - 2016年3月30日 水曜日担当、STVラジオ）

### ライブ・イベント

#### 単独ライブ
- MAMI KAWADA FIRST LIVE TOUR 2006 "SEED"（名古屋・大阪・仙台・東京・広島・福岡、計6箇所にて）
- MAMI KAWADA 2008 January LIVE IN TAIWAN（KHS HALLにて）
- MAMI KAWADA LIVE TOUR 2008 "SAVIA"（福岡・広島・大阪・名古屋・仙台・東京、計6箇所にて）
- MAMI KAWADA FAN CLUB EVENT 2009 -m.a.l.l LIVE 1st STAGE-（大阪：am HALL、東京：ASTRO HALLにて）※FC会員限定
- MAMI KAWADA LIVE TOUR 2010 "LINKAGE"（東京・名古屋・大阪・北海道、計4箇所にて）
- MAMI KAWADA LIVE in SHIBUYA 2011 [See visionS]（渋谷WWWにて）
- m.a.l.l presents MAMI KAWADA m.a.l.l LIVE 2nd stage（ESPミュージカルアカデミー12号館 club 1ne2woにて）※FC会員限定
- MAMI KAWADA 2012 LIVE TOUR 「SQUARE THE CIRCLE」（東京・大阪・北海道、計3箇所にて）
- MAMI KAWADA"BIRTH LIVE"-ONE NIGHT POWER BOMB!-（shibuya duo MUSIC EXCHANGEにて）

#### I've関連ライブ
- I've in BUDOKAN 2005 〜Open the Birth Gate〜（日本武道館にて）
- I'VE in BUDOKAN 2009 〜Departed to the future〜（日本武道館にて）
- TRIBAL LINK 2011 in TOKYO（STUDIO COASTにて）
- IVE's presents - Holly Knight diffusion in TOKYO（新木場 studio coastにて）

#### その他ライブ
- 電撃GENEONミュージックフェス（JCB HALLにて）
- リスアニ! LIVE 2010（東京国際フォーラムにて）
- DK Anime ComplexFes 2011（Zepp Tokyoにて）
- リスアニ! LIVE 2011（日本武道館にて）
- リスアニ! LIVE 3（日本武道館にて）

### その他
- music.jpチャンネル （2008年10月29日配信）

### ユニットメンバー
1. 1 2 3 4 5 6  島みやえい子、川田まみ
2. 1 2 3 4  KOTOKO、MELL、MOMO、SHIHO、島みやえい子、川田まみ、詩月カオリ
3. 1 2 3 4  KOTOKO、MELL、川田まみ、島みやえい子、詩月カオリ
4. ↑  古橋文乃（白石晴香）、緒方理珠（富田美憂）、武元うるか（鈴代紗弓）